# Giải thưởng kiến trúc Pritzker
Giải thưởng Kiến trúc Pritzker là giải thưởng thường niên của quỹ Hyatt để "vinh danh một kiến trúc sư còn sống hoặc một nhóm các kiến trúc sư với những công trình thể hiện sự kết hợp giữa những yếu tố về tài năng, tầm nhìn và sự tận tâm, đã tạo ra những đóng góp liên tục và to lớn cho nhân loại và môi trường xây dựng thông qua nghệ thuật kiến trúc". Giải thưởng này được nhà tài phiệt người Mỹ Jay A. Pritzker (1922 - 1999) và phu nhân là bà Cindy Pritzker sáng lập ra từ năm 1979 và được điều hành bởi dòng họ Pritzker. Đây là giải thưởng cao quý nhất trên thế giới trong lĩnh vực kiến trúc. Giải thưởng được xem như giải Nobel của kiến trúc.
Người nhận giải thưởng sẽ được trao một giấy chứng nhận, một kỉ niệm chương bằng đồng và 100.000 đô la Mỹ, nhưng quan trọng hơn, kiến trúc sư đó sẽ nhận được sự công nhận trong ngành kiến trúc thế giới. Hiện người đang nắm giữ giải thưởng năm 2024 là kiến trúc sư người Nhật Bản Riken Yamamoto.

## Những cá nhân đã nhận giải
| Năm  | Người nhận giải                               | Quốc tịch        | Chân dung                                                           | Năm hoàn thành                                        | Năm hoàn thành                                              | Nơi trao giải                                            | Ref.          |
| ---- | --------------------------------------------- | ---------------- | ------------------------------------------------------------------- | ----------------------------------------------------- | ----------------------------------------------------------- | -------------------------------------------------------- | ------------- |
| 1979 | Philip Johnson                                | Hoa Kỳ           | The inaugural laureate Philip Johnson behind an architectural model |                                                       | Glass House (1949)                                          | Dumbarton Oaks, Washington DC                            | [ 1 ]         |
| 1980 | Luis Barragán                                 | Mexico           |                                                                     |                                                       | Tháp de Satélite (1957)                                     | Dumbarton Oaks, Washington DC                            | [ 2 ]         |
| 1981 | James Stirling                                | Anh              |                                                                     |                                                       | Thư viện Lịch sử Seeley (1968)                              | Bảo tàng Xây dựng Quốc gia, Washington DC                | [ 3 ]         |
| 1982 | Kevin Roche                                   | Ireland Hoa Kỳ   |                                                                     |                                                       | Tòa nhà Knights of Columbus (1969)                          | Viện Nghệ thuật Chicago                                  | [A]           |
| 1983 | Ieoh Ming Pei                                 | Hoa Kỳ           |                                                                     |                                                       | Phòng trưng bày Nghệ thuật Quốc gia, East Building (1978)   | Bảo tàng Nghệ thuật Metropolitan, New York               | [B]           |
| 1984 | Richard Meier                                 | Hoa Kỳ           |                                                                     |                                                       | Bảo tàng Nghệ thuật High (1983)                             | Phòng Trưng bày Nghệ thuật Quốc gia, Washington DC       | [ 4 ]         |
| 1985 | Hans Hollein                                  | Áo               |                                                                     |                                                       | Bảo tàngAbteiberg (1982)                                    | Thư viện Huntington, San Marino, California              | [ 4 ]         |
| 1986 | Gottfried Böhm                                | Tây Đức          |                                                                     |                                                       | Nhà thờ Christi Auferstehung, Cologne (1968)                | Tòa nhà Worshipful Company of Goldsmiths, London         | [ 4 ]         |
| 1987 | Kenzō Tange                                   | Nhật Bản         |                                                                     |                                                       | Nhà thờ St. Mary's, Tokyo (1964)                            | Bảo tàng Nghệ thuật Kimbell, Fort Worth, Texas           | [ 6 ]         |
| 1988 | Gordon Bunshaft (đồng nhận giải)              | Hoa Kỳ           | –                                                                   |                                                       | Thư viện Bản thảo và Sách hiếm Beinecke (1963)              | Viện Nghệ thuật Chicago                                  | [ 4 ] [ 7 ]   |
| 1988 | Oscar Niemeyer (đồng nhận giải)               | Brazil           |                                                                     |                                                       | Nhà thờ Brasília (1958)                                     | Viện Nghệ thuật Chicago                                  | [ 4 ] [ 7 ]   |
| 1989 | Frank Gehry                                   | Canada Hoa Kỳ    |                                                                     |                                                       | Phòng Hòa nhạc Walt Disney (2003)                           | Chùa Tōdai, Nara                                         | [C]           |
| 1990 | Aldo Rossi                                    | Italia           |                                                                     |                                                       | Bảo tàng Bonnefanten (1990)                                 | Điện Grassi, Venice                                      | [ 8 ]         |
| 1991 | Robert Venturi                                | Hoa Kỳ           |                                                                     |                                                       | Phòng trưng bày Nghệ thuật Quốc gia, Cánh Sainsbury (1991)  | Điện Iturbide, Mexico City                               | [ 9 ]         |
| 1992 | Álvaro Siza Vieira                            | Bồ Đào Nha       |                                                                     |                                                       | Nhà triển lãm Bồ Đào Nha tại Expo'98 (1998)                 | Thư viện Harold Washington, Chicago                      | [ 10 ]        |
| 1993 | Fumihiko Maki                                 | Nhật Bản         |                                                                     |                                                       | Khu Phức hợp Thể thao Tokyo (1991)                          | Lâu đài Praha                                            | [ 6 ]         |
| 1994 | Christian de Portzamparc                      | Pháp             | –                                                                   |                                                       | Đại sứ quán Pháp tại Đức, Berlin (2003)                     | Trung tâm The Commons, Columbus, Indiana                 | [ 11 ]        |
| 1995 | Tadao Ando                                    | Nhật Bản         |                                                                     |                                                       | Nhà thờ Ánh sáng (1989)                                     | Petit Trianon, Versailles                                | [ 12 ]        |
| 1996 | Rafael Moneo                                  | Tây Ban Nha      |                                                                     |                                                       | Kursaal Palace (1999)                                       | Trung tâm Getty Los Angeles                              | [ 5 ]         |
| 1997 | Sverre Fehn                                   | Na Uy            | –                                                                   |                                                       | Bảo tàng Sông băng Na Uy (1991)                             | Bảo tàng Guggenheim Bilbao                               | [ 13 ]        |
| 1998 | Renzo Piano                                   | Italia           |                                                                     |                                                       | Sân bay Quốc tế Kansai (1994)                               | Nhà Trắng, Washington DC                                 | [ 14 ]        |
| 1999 | Norman Foster                                 | Anh              | 1999 winner Norman Foster, giving a speech behind a lecturn         |                                                       | Cầu Thiên niên kỷ (2000)                                    | Bảo tàng Altes, Berlin                                   | [ 5 ]         |
| 2000 | Rem Koolhaas                                  | Hà Lan           |                                                                     |                                                       | Casa da Música, Porto (2003)                                | Công viên Khảo cổ học Jerusalem                          | [ 15 ]        |
| 2001 | Jacques Herzog & Pierre de Meuron             | Thụy Sĩ          | –                                                                   |                                                       | Phòng triển lãm Tate Modern (2000)                          | Monticello, Charlottesville, Virginia                    | [ 16 ]        |
| 2002 | Glenn Murcutt                                 | Australia        |                                                                     |                                                       | Nhà hàng Berowra Waters Inn (1983)                          | Đồi Campidoglio, Rome                                    | [ 17 ]        |
| 2003 | Jørn Utzon                                    | Đan Mạch         | –                                                                   |                                                       | Nhà hát Opera Sydney (1973)                                 | Học viện Nghệ thuật Vương thất San Fernando, Madrid      | [ 18 ]        |
| 2004 | Zaha Hadid                                    | Iraq Anh         |                                                                     |                                                       | Trung tâm Nghệ thuật Đương đại (2003)                       | Bảo tàng Hermitage, Saint Petersburg                     | [D]           |
| 2005 | Thom Mayne                                    | Hoa Kỳ           | –                                                                   |                                                       | Tòa nhà Liên bang San Francisco (2007)                      | Nhà triển lãm Pritzker, Chicago                          | [ 19 ]        |
| 2006 | Paulo Mendes da Rocha                         | Brazil           |                                                                     |                                                       | Nhà nguyện Thánh Phê-rô, Campos do Jordão, São Paulo (1987) | Điện Dolmabahçe, Istanbul                                | [ 20 ]        |
| 2007 | Richard Rogers                                | Italia Anh       |                                                                     |                                                       | Tòa nhà Lloyd (1986)                                        | Nhà Khánh tiết Whitehall, London                         | [E]           |
| 2008 | Jean Nouvel                                   | Pháp             |                                                                     |                                                       | Tháp Agbar (2005)                                           | Thư viện Quốc hội Mỹ, Washington DC                      | [ 5 ] [ 22 ]  |
| 2009 | Peter Zumthor                                 | Thụy Sĩ          |                                                                     |                                                       | Khách sạnTherme Vals (1996)                                 | Cung điện Lập pháp của Hội đồng Thánh phố, Buenos Aires. | [ 5 ] [ 23 ]  |
| 2010 | Kazuyo Sejima and Ryue Nishizawa              | Nhật Bản         |                                                                     |                                                       | Bảo tàng Nghệ thuật Đương đại Thế kỉ XXI Kanazawa (2003)    | Đảo Ellis, New York                                      |               |
| 2011 | Eduardo Souto de Moura                        | Bồ Đào Nha       |                                                                     |                                                       | Sân vận động Thành phố Braga (2004)                         | Khán phòng Andrew W. Mellon, Washington DC               | [ 24 ]        |
| 2012 | Wang Shu                                      | Trung Quốc       |                                                                     |                                                       | Bảo tàng Ninh Bố (2008)                                     | Đại Lễ đường Nhân dân, Bắc Kinh                          | [ 25 ]        |
| 2013 | Toyo Ito                                      | Nhật Bản         |                                                                     |                                                       | Thư viện Sendai (2001)                                      | Thư viện và Bảo tàng Tổng thống John F. Kennedy, Boston  | [ 26 ]        |
| 2014 | Shigeru Ban                                   | Nhật Bản         |                                                                     | Tập tin:Metz (F) - Centre Pompidou - Außenansicht.jpg | Trung tâm Pompidou-Metz (2010)                              | Bảo tàng Rijksmuseum, Amsterdam                          | [ 27 ]        |
| 2015 | Frei Otto                                     | Đức              | –                                                                   |                                                       | Sân vận động Olympic, Munich (1972)                         | Trung tâm New World Center, Miami                        | [†]           |
| 2016 | Alejandro Aravena                             | Chile            |                                                                     |                                                       | Tháp Xiêm, Đại học Công giáo Giáo hoàng Chile (2005)        | Trụ sở Liên Hợp Quốc, New York                           | [ 30 ] [ 31 ] |
| 2017 | Rafael Aranda, Carme Pigem, and Ramón Vilalta | Tây Ban Nha      | –                                                                   |                                                       | Thư viện Sant Antoni, Barcelona (2008)                      | Điện Akasaka, Tokyo                                      | [ 32 ]        |
| 2018 | B. V. Doshi                                   | Ấn Độ            |                                                                     |                                                       | Viện Quản lý Ấn Độ Bangalore (1977–1992)                    | Bảo tàng Aga Khan, Toronto                               | [ 33 ] [ 34 ] |
| 2019 | Arata Isozaki                                 | Nhật Bản         |                                                                     |                                                       | Tháp nghệ thuật Mito (1990)                                 | Điện Versailles                                          | [ 35 ]        |
| 2020 | Yvonne Farrell và Shelley McNamara            | Ireland          |                                                                     |                                                       | Tòa Grafton tại Đại học Bocconi, Milan, Italia (2007)       | Trực tuyến                                               | [ 36 ]        |
| 2021 | Anne Lacaton and Jean-Philippe Vassal         | France           |                                                                     |                                                       | Trường Kiến trúc Quốc gia, Nantes, Pháp (2009)              | Trực tuyến                                               |               |
| 2022 | Diébédo Francis Kéré                          | Burkina Faso Đức |                                                                     |                                                       | Trung tâm Kiến trúc Trái Đất, Mopti, Mali (2010)            | Tòa nhà LSE Marshall, London                             |               |
| 2023 | David Chipperfield                            | Anh              |                                                                     |                                                       | Bảo tàng Neues, Berlin (1997–2009)                          | Agora Athens                                             |               |
| 2024 | Riken Yamamoto                                | Nhật Bản         |                                                                     |                                                       | Bảo tàng Nghệ thuật Yokosuka Kanagawa, Nhật Bản (2007)      | Viện Nghệ thuật Chicago                                  |               |

### Table notes
A. a  Roche was born in Ireland.
B. b  Pei was born in China.
C. c  Gehry was born in Canada.
D. d  Hadid was born in Iraq.
E. e  Rogers was born in Italy.
F. †  Posthumous award.